# El vergonzoso
|  |

El aguafuerte El vergonzoso es un grabado de la serie Los Caprichos del pintor español Francisco de Goya. Está numerado con el número 54 en la serie de 80 estampas. Se publicó en 1799.

## Interpretaciones de la estampa
Existen varios manuscritos contemporáneos que explican las láminas de los Caprichos. El que se encuentra en el Museo del Prado se tiene como autógrafo de Goya, pero parece más bien despistar y buscar un significado moralizante que encubra significados más arriesgados para el autor. Otros dos, el que perteneció a Ayala y el que se encuentra en la Biblioteca Nacional, realzan la parte más escabrosa de las láminas.
- Explicación de esta estampa del manuscrito del Museo del Prado: Hay hombres cuya cara es lo más indecente de todo su cuerpo y sería bien que, los que las tienen tan desgraciadas y ridículas, se las metieran en los calzones.[2]

- Manuscrito de Ayala: Los sodomitas suelen tenes las vergüenzas como puños. Hay hombres cuya cara es lo más indecente de todo su cuerpo y sería bien la metieran, lo mismo que éste, en sus calzones.[2]

- Manuscrito de la Biblioteca Nacional: Los hombres de grandes narices suelen ser también de gran birote y gordas gandumbas. Como suelen dar en sodomías, se representa éste con calzones por gorro, descubriendo sus vergüenzas por la trampa, y en el acto de echarse sobre un pobre diablo y de remangarse la faldamenta.[2]